# 蔵田蔵
蔵田蔵（くらた おさむ、1907年8月8日 - 1974年10月13日）は、日本の美術史学者。

## 人物・来歴
福岡県企救郡西紫村(現・北九州市小倉北区)出身。1932年に東京帝国大学文学部美学美術史学科を卒業して引き続き大学院に進み、1934年に同大学院を修了する。
東京帝室博物館の研究員となり、仏教考古学、金工史を専攻した。1938年に鑑査官補となり、列品課に勤務した。
1945年高松宮家御用掛となるが、1946年博物館（その後国立化に伴い東京国立博物館になる）に戻り、1955年には工芸課長、1964年には学芸部長を歴任した。1965年奈良国立博物館館長に就任、死去まで勤務した。

## 著書
- 『日本美術大系 第9巻 金工』（前田泰次との共著）講談社、1961年
- 『秘宝 第9巻　熊野』講談社、1968年
- 『原色日本の美術 20 染織・漆工・金工』（山辺知行・岡田譲との共著）小学館、1969年
- 『茶道美術全集 第10　釜』（千宗室監修）求竜堂、1970年
- 『園城寺 秘宝』（石田茂作・福家俊明共監修）講談社、1971年
- 『東大寺大仏蓮弁拓本』（監修・解説）求竜堂、1973年
- 『日本の美術 39 (ブック・オブ・ブックス) 金工（中野政樹との共著）小学館、1974年